# Alpenhelm
De alpenhelm (Bartsia alpina) is een kruidachtige plant uit de bremraapfamilie (Orobanchacea).
De plant komt voor in praktisch alle Europese hooggebergtes, vooral in vochtige graslanden rond de boomgrens.

## Naamgeving enetymologie
- Frans: Bartsie des Alpes
- Duits: Alpenhelm
- Engels: Alpine bartsia, velvetbells
- Synoniemen: Alicosta alpina (L.) Dulac, Bartsia parviflora E.Thomas, Bartsia urticoides Gand.

De botanische naam Bartsia is een eerbetoon aan Johann Bartsch (1709-1738), een botanicus en arts uit Königsberg. De soortaanduiding alpina is verwijst naar de vindplaats.

## Kenmerken
De alpenhelm is een overblijvende, kruidachtige halfparasiet met een 10 tot 30 cm lange, opgerichte, onvertakte, donzig behaarde bloemstengel. De stengelbladeren zijn tegenoverstaand, zittend, eirond, met getande bladrand.
De bloemen staan in een korte aar. Ze zijn donkerpurper gekleurd. De kelk is klokvormig, met vijf ongelijke lancetvormige tanden. De kroon is tot 20 mm lang, versmald aan de basis, met geopende keel. De bovenlip is afgerond, de onderlip korter en voorzien van drie gelijke, stompe lobben. De schutbladen zijn bladachtig, twee- tot driemaal zo lang als de kelk, met gekartelde bladranden.
De alpenhelm bloeit van juni tot augustus.

## Habitaten verspreiding
De alpenhelm komt vooral voor op vochtige subalpiene en alpiene graslanden en puinhellingen, tot op een hoogte van 2400 m.
De plant komt voor in alle Europese hooggebergtes en subarctische gebieden, oostelijk tot in Rusland.